# Огулинац, Франьо
Франьо «Селё» Огулинац (сербохорв. Фрањо Сељо Огулинац / Franjo Seljo Ogulinac; 1904, Жабно — 9 октября 1942, Височе) — югославский хорватский коммунист, участник гражданской войны в Испании и Народно-освободительной войны Югославии. Народный герой Югославии.

## Биография

### Ранние годы
Родился в 1904 году в деревне Жабно у Сисака в многодетной крестьянской семье. Родители — Имбро и Мария. Франьо был десятым ребёнком в семье. После школы ушёл работать обувщиком в Сисак, но затем вернулся домой, чтобы помогать родителям. Был примерным домохозяином. Франьо читал не только книги о ведении сельского хозяйства, но и повышал свою политическую грамотность: его друзья, интересовавшиеся политикой, из Сисака привозили различные книги о марксизме и коммунизме. В 1931 году Огулинац основал организацию Коммунистической партии Югославии в деревне и стал её первым секретарём.
В то время в стране был экономический кризис после утверждения диктатуры 6 января. В это время Франьо стал известен под прозвищем «Селё». Он вынужден был защищать жителей деревни от властей, которые арестовывали имущество из-за неоплаченных долгов. В 1935 году на выборах 5 мая он был инициатором акций протеста против фальсификации результатов голосования. Также он внёс вклад в развитие мелиорации подводных участков протяжённостью 7 км.
За свою активную гражданскую позицию Огулинац как коммунист арестовывался полицией, его нередко избивали на допросах. Он отказался сотрудничать с полицией и уехал в СССР изучать дальше политику. Франьо покинул страну 9 октября 1935 года, поступил в Коммунистический университет национальных меньшинств Запада имени Мархлевского и стал изучать теорию революции. Он обучался под именем Милан Снагич.

### Гражданская война в Испании
В августе 1936 года в Испании началась гражданская война, и Огулинац отправился на помощь республиканцам в числе группы югославских добровольцев. 15 марта 1937 года он прибыл Испанию и вошёл в состав батальона имени Джуро Джаковича. Провоевал два года, пока не был депортирован во Францию. Содержался в лагерях Сен-Сиприен, Анжель-сюр-Мер и Жир. В 1940 году выступил против отправки заключённых на линию Мажино. В мае 1940 года сослан в лагерь Верн, откуда через Германию вернулся на родину.

### Народно-освободительная война
15 августа 1941 года Франьо вступил в Сисакский партизанский отряд, который был образован 22 июня. Франьо участвовал в нападении на усташские укреплённые позиции в Зрине в октябре 1941 года, а затем в ряде сражений на территории Бановины. Штаб отряда находился в лесу Шамарица, и его Франьо выбрал для того, чтобы создать там и Главный штаб Народно-освободительного движения Хорватии. Он стал политруком в штабе. С 28 декабря 1941 года по 12 января 1942 года Огулианц воевал в Хорватском приморье и Горском-Котаре как оперативный офицер Главного штаба Народно-освободительной армии и партизанских отрядов Хорватии. Позже был оперативным офицером в Лике, а затем заменял и командира Главного штаба. Оборонял Петрову гору, в июне 1942 года штурмовал Бучко-Каменско.
В сентябре 1942 года Франьо Огулинац был назначен командиром 2-й оперативной зоны Хорватии, куда вошли Покупле, Мославина и Жумберак. 9 октября 1942 года у деревни Височе он принял бой против усташей и погиб.
11 июля 1945 года Президиум Антифашистского вече народного освобождения Югославии посмертно присвоил Франьо Огулинацу звание Народного героя Югославии.